# Barbudo-pardo
Barbudo-raiado ou barbudo-pardo (nome científico: Malacoptila fusca) é uma espécie de ave buconídea. Classificado às vezes na ordem Galbuliformes ou na Piciformes.
Pode ser encontrada na Brasil, Colômbia, Equador, Guianas, Peru, Suriname e Venezuela. Os seus habitats naturais são: florestas de terras baixas úmidas tropicais ou subtropicais.

## Subespécies
São reconhecidas duas subespécies:
- Malacoptila fusca fusca (Gmelin, 1788)
- Malacoptila fusca venezuelae (Phelps & Phelps Jr, 1947)